# Marcia Pally

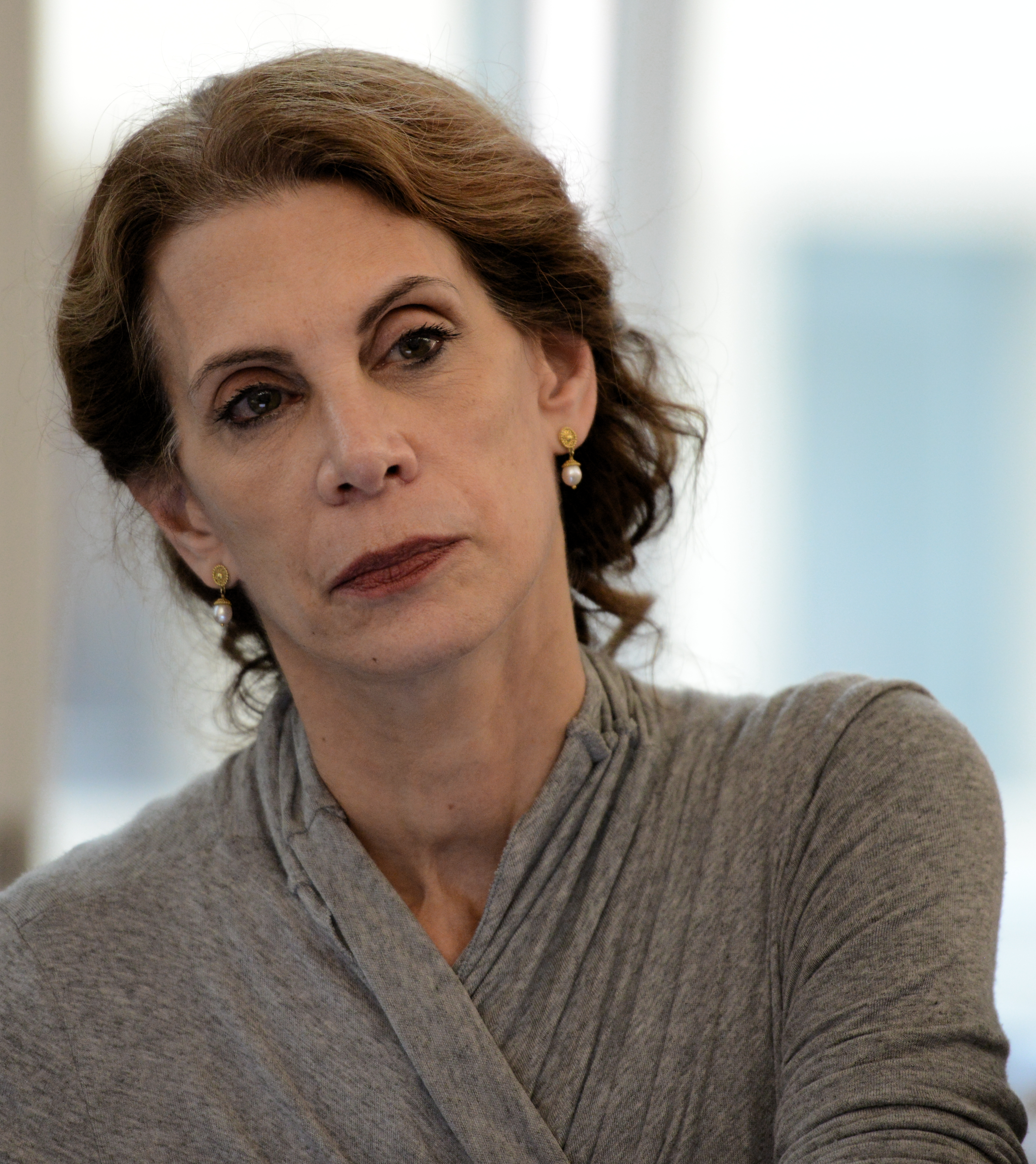
Marcia Pally (2014)

Marcia Deborah Pally (* 1. März 1951 in New York City) ist eine in New York City, lebende Professorin und Autorin. Sie unterrichtet an der New York University und als Gastprofessorin an der Theologischen Fakultät der Humboldt-Universität.

## Akademischer Werdegang
Marcia Pally studierte Humanökologie an der Cornell University, das sie 1971 mit dem Bachelor of Science abschloss. Es folgte ein Studium in Tanz und Choreografie an der UCLA, das sie mit dem Master abschloss. Mit der Dissertation Lingua Franca: film criticism as a content-based ESL Text for the development of critical thinking wurde Marcia Pally 1995 an der New York University zur Ed.D. (Doctor of Education) der Erziehungswissenschaften promoviert.
Pally unterrichtet als Professor of Multilingual Multicultural Studies an der Steinhardt School of Culture, Education and Human Development der New York University. Außerdem unterrichtet sie an der Fordham University und ist Gastprofessorin an der Theologischen Fakultät der Humboldt-Universität zu Berlin. Ihre Forschungsschwerpunkte sind die Schnittstellen zwischen Religion, Kultur und Politik mit besonderem Augenmerk auf Populismus, die amerikanische Evangelikalen, Außenpolitik und dem Einfluss von Kultur auf Sprachgebrauch und Lernen.
Zu den jüngsten Veröffentlichungen von Pally zählen Artikel in Fachmagazinen wie z. B. Studies in Christian Ethics, Political Theology, Journal of Religion and Popular Culture , und Zygon: Journal of Religion and Science .
Sie lehrte an einer Vielzahl von Universitäten und Einrichtungen, darunter Harvard, Columbia, die University of Chicago, die Universität Zürich, das Cato Institute und das Aspen Institute Berlin.
Pally erhielt 2009 die Mercator-Professur der Deutschen Forschungsgemeinschaft (DFG) an der Humboldt-Universität und ihre Forschungen wurden von 2009 bis 2011 von der DFG gefördert. Auf dem Weltwirtschaftsforum 2010 hielt sie einen Vortrag und war von 2007 bis 2010 Fellow am Wissenschaftskolleg zu Berlin.

## Kolumnistin und Autorin
Sie ist Autorin mehrerer Bücher, darunter: From This Broken Hill I Sing to You: God, Sex, and Politics in the Work of Leonard Cohen (Bloomsbury Academic, 2021), The New Evangelicals (Eerdmans Publishing, 2011), Die neuen Evangelikalen: Freiheitsgewinne durch fromme Politik (Berlin University Press, 2010), und Commonwealth and Covenant: Politics, and Theologies of Relationality (Eerdmans Publishing, 2016). Commonwealth and Covenant war für den Grawemeyer Award im Bereich Religion nominiert und wurde von David Brooks in der New York Times besprochen. Darüber hinaus wurde das Buch vom Ausschuss der Vereinten Nationen zur Bildung für Gerechtigkeit für einen weltweiten Einsatz ausgewählt. Sie war auch Herausgeberin von Mimesis and Sacrifice:Applying Girard’s Mimetic Theory Across the Disciplines (Bloomsbury, 2019).
Vor ihrer akademischen Karriere war Pally Journalistin.  Sie hat als Autorin für The New York Times, The Village Voice, The Advocate, Die Zeit,  The Guardian, Cinéaste, Süddeutsche Zeitung, die Tageszeitung, Film Comment, Penthouse und Stagebill geschrieben.  Sie war Mitglied der Jury des Fipresci Film Awards
In 1992 war Pally Mitbegründerin der Initiative „Feministinnen für freie Meinungsäußerung“ (Feminists for Free Expression), die sich gegen staatliche Zensur und rechts-gerichtete Vereinnahmung des Feminismus einsetzt.

## Veröffentlichungen (Auswahl)
- From This Broken Hill I Sing to You: God, Sex, and Politics in the Work of Leonard Cohen.  Bloomsbury Academic, 2021
- Mimesis and Sacrifice:Applying Girard’s Mimetic Theory Across the Disciplines. Bloomsbury, 2019, ISBN 978-1-350-25404-6.
- Commonwealth and Covenant: Economics, Politics, and Theologies of Relationality. Eerdmans, 2016, ISBN 0-8028-7104-6.
- The New Evangelicals: Towards an Expanding Vision of the Common Good. Eerdmans, 2011, ISBN 0-8028-6640-9; ISBN 978-0-8028-6640-0
- Die neuen Evangelikalen in den USA: Freiheitsgewinne durch fromme Politik. Berlin University Press UP 2010, ISBN 978-3-940432-93-3
- Liebeserklärungen aus Kreuzberg und Manhattan. Berlin UP 2009, ISBN 978-3-940432-68-1
- Die hintergründige Religion: der Einfluss des Evangelikalismus auf Gewissensfreiheit, Pluralismus und auf die US-amerikanische Politik. Berlin UP 2008, ISBN 978-3-940432-30-8
- Warnung vor dem Freunde. Tradition und Zukunft US-amerikanischer Außenpolitik. Parthas, Berlin 2008, ISBN 978-3-86601-601-9, ISBN 3-86601-601-8
- Lob der Kritik: warum die Demokratie nicht auf ihren Kern verzichten darf. Berlin-Verlag 2003, ISBN 3-8270-0462-4[Anmerkung 1]
- Sustained Content-Based Teaching in Academic ESL/EFL. Houghton-Mifflin 2000, ISBN 0-395-96076-2, ISBN 978-0-395-96076-9
- Screening English: Studying Movies for Reading, Writing, and Critical Thinking. Burgess International Group, 1997, ISBN 0-8087-7495-6, ISBN 978-0-8087-7495-2
- Sex & Sensibility: Reflections on Forbidden Mirrors and the Will to Censor. Ecco Press, 1994, ISBN 0-88001-364-8, ISBN 978-0-88001-364-2
- Marcia Pally; Americans for Constitutional Freedom; Freedom to Read Foundation (U.S.): Sense & Censorship: The Vanity of Bonfires. Americans for Constitutional Freedom 1991

## Audio
- Kreuzberg und Manhattan-Begegnungen mit Marcia Pally (MP3; 47,6 MB) – 5. Juli 2013 Deutschlandfunk Feature Von Harald Brandt, 49:33 Min, 1/2 Jahr online